# Lista odcinków serialu Rockefeller Plaza 30
Poniżej znajduje się lista odcinków serialu telewizyjnego Rockefeller Plaza 30 – emitowanego przez amerykańską stację telewizyjną NBC od 11 października 2006 r., w Polsce natomiast przez stację Canal+, TVN 7 Powstało 7 serii składających się łącznie ze 138 odcinków.
| Sezon | Sezon | Odcinki | Oryginalna emisja    | Oryginalna emisja |
| Sezon | Sezon | Odcinki | Premiera sezonu      | Finał sezonu      |
| ----- | ----- | ------- | -------------------- | ----------------- |
|       | 1     | 21      | 11 października 2006 | 26 kwietnia 2007  |
|       | 2     | 15      | 4 października 2007  | 8 maja 2008       |
|       | 3     | 22      | 30 października 2008 | 14 maja 2009      |
|       | 4     | 22      | 15 października 2009 | 20 maja 2010      |
|       | 5     | 23      | 23 września 2009     | 5 maja 2011       |
|       | 6     | 22      | 12 stycznia 2012     | 17 maja 2012      |
|       | 7     | 13      | 4 października 2012  | 31 grudnia 2013   |

## Sezon 1 (2006–2007)
| #  | Tytuł                 | Reżyseria            | Scenariusz                    | Premiera             |
| -- | --------------------- | -------------------- | ----------------------------- | -------------------- |
| 1  | Pilot                 | Adam Bernstein       | Tina Fey                      | 11 października 2006 |
| 2  | The Aftermath         | Adam Bernstein       | Tina Fey                      | 18 października 2006 |
| 3  | Blind Date            | Adam Bernstein       | John Riggi                    | 25 października 2006 |
| 4  | Jack the Writer       | Gail Mancuso         | Robert Carlock                | 1 listopada 2006     |
| 5  | Jack-Tor              | Don Scardino         | Robert Carlock                | 16 listopada 2006    |
| 6  | Jack Meets Dennis     | Juan José Campanella | Jack Burditt                  | 30 listopada 2006    |
| 7  | Tracy Does Conan      | Adam Bernstein       | Tina Fey                      | 7 grudnia 2006       |
| 8  | The Break-Up          | Scott Ellis          | Dave Finkel, Brett Baer       | 14 grudnia 2006      |
| 9  | The Baby Show         | Michael Engler       | Jack Burditt                  | 4 stycznia 2007      |
| 10 | The Rural Juror       | Beth McCarthy        | Matt Hubbard                  | 11 stycznia 2007     |
| 11 | The Head and the Hair | Gail Mancuso         | Tina Fey, John Riggi          | 18 stycznia 2007     |
| 12 | Black Tie             | Don Scardino         | Tina Fey, Kay Cannon          | 1 lutego 2007        |
| 13 | Up All Night          | Michael Engler       | Tina Fey                      | 8 lutego 2007        |
| 14 | The C Word            | Adam Bernstein       | Tina Fey                      | 15 lutego 2007       |
| 15 | Hard Ball             | Don Scardino         | Matthew Hubbard               | 22 lutego 2007       |
| 16 | The Source Awards     | Don Scardino         | Robert Carlock, Daisy Gardner | 1 marca 2007         |
| 17 | The Fighting Irish    | Dennie Gordon        | Jack Burditt                  | 8 marca 2007         |
| 18 | Fireworks             | Beth McCarthy        | Dave Finkel, Brett Baer       | 5 kwietnia 2007      |
| 19 | Corporate Crush       | Don Scardino         | John Riggi                    | 12 kwietnia 2007     |
| 20 | Cleveland             | Paul Feig            | Jack Burditt, Robert Carlock  | 19 kwietnia 2007     |
| 21 | Hiatus                | Don Scardino         | Tina Fey                      | 26 kwietnia 2007     |

## Sezon 2 (2007–2008)
| #  | Tytuł                 | Reżyseria             | Scenariusz                    | Premiera             |
| -- | --------------------- | --------------------- | ----------------------------- | -------------------- |
| 1  | SeinfeldVision        | Don Scardino          | Tina Fey                      | 4 października 2007  |
| 2  | Jack Gets in the Game | Michael Engler        | Robert Carlock                | 11 października 2007 |
| 3  | The Collection        | Don Scardino          | Matthew Hubbard               | 18 października 2007 |
| 4  | Rosemary’s Baby       | Michael Engler        | Jack Burditt                  | 25 października 2007 |
| 5  | Greenzo               | Don Scardino          | Jon Pollack                   | 8 listopada 2007     |
| 6  | Somebody to Love      | Beth McCarthy         | Tina Fey, Kay Cannon          | 15 listopada 2007    |
| 7  | Cougars               | Michael Engler        | John Riggi                    | 29 listopada 2007    |
| 8  | Secrets and Lies      | Michael Engler        | Ron Weiner                    | 6 grudnia 2007       |
| 9  | Ludachristmas         | Don Scardino          | Tami Sagher                   | 13 grudnia 2007      |
| 10 | Episode 210           | Richard Shepard       | Robert Carlock, Donald Glover | 10 stycznia 2008     |
| 11 | MILF Island           | Kevin Rodney Sullivan | Tina Fey, Matt Hubbard        | 10 kwietnia 2008     |
| 12 | Subway Hero           | Don Scardino          | Robert Carlock, Jack Burditt  | 17 kwietnia 2008     |
| 13 | Succession            | Gail Mancuso          | Andrew Guest, John Riggi      | 24 kwietnia 2008     |
| 14 | Sandwich Day          | Don Scardino          | Robert Carlock, Jack Burditt  | 1 maja 2008          |
| 15 | Cooter                | Don Scardino          | Tina Fey                      | 8 maja 2008          |

## Sezon 3 (2008–2009)
| #  | Tytuł                                | Reżyseria          | Scenariusz                   | Premiera             |
| -- | ------------------------------------ | ------------------ | ---------------------------- | -------------------- |
| 1  | Do-Over                              | Don Scardino       | Tina Fey                     | 30 października 2008 |
| 2  | Believe in the Stars                 | Don Scardino       | Robert Carlock               | 6 listopada 2008     |
| 3  | The One with the Cast of Night Court | Gail Mancuso       | Jack Burditt                 | 13 listopada 2008    |
| 4  | Gavin Volure                         | Gail Mancuso       | John Riggi                   | 20 listopada 2008    |
| 5  | Reunion                              | Beth McCarthy      | Matt Hubbard                 | 4 grudnia 2008       |
| 6  | Christmas Special                    | Don Scardino       | Tina Fey, Kay Cannon         | 11 grudnia 2008      |
| 7  | Senor Macho Solo                     | Beth McCarthy      | Ron Weiner                   | 8 stycznia 2009      |
| 8  | Flu Shot                             | Don Scardino       | Jon Pollack                  | 15 stycznia 2009     |
| 9  | Retreat to Move Forward              | Steve Buscemi      | Tami Sagher                  | 22 stycznia 2009     |
| 10 | Generalissimo                        | Todd Holland       | Robert Carlock               | 5 lutego 2009        |
| 11 | St. Valentine’s Day                  | Don Scardino       | Tina Fey, Jack Burditt       | 12 lutego 2009       |
| 12 | Larry King                           | Constantine Makris | Matt Hubbard                 | 26 lutego 2009       |
| 13 | Goodbye, My Friend                   | John Riggi         | Ron Weiner                   | 5 marca 2009         |
| 14 | The Funcooker                        | Ken Whittingham    | Donald Glover, Tom Ceraulo   | 12 marca 2009        |
| 15 | The Bubble                           | Tricia Brock       | Tina Fey                     | 19 marca 2009        |
| 16 | Apollo, Apollo                       | Millicent Shelton  | Robert Carlock               | 26 marca 2009        |
| 17 | Cutbacks                             | Gail Mancuso       | Matt Hubbard                 | 9 kwietnia 2009      |
| 18 | Jackie Jormp-Jomp                    | Don Scardino       | Kay Cannon, Tracey Wigfield  | 16 kwietnia 2009     |
| 19 | The Ones                             | Beth McCarthy      | Jack Burditt                 | 23 kwietnia 2009     |
| 20 | The Natural Order                    | Scott Ellis        | John Riggi, Tina Fey         | 30 kwietnia 2009     |
| 21 | Mamma Mia                            | Don Scardino       | Ron Weiner                   | 7 maja 2009          |
| 22 | Kidney Now!                          | Don Scardino       | Jack Burditt, Robert Carlock | 14 maja 2009         |

## Sezon 4 (2009–2010)
| #  | Tytuł                           | Reżyseria            | Scenariusz                            | Premiera             |
| -- | ------------------------------- | -------------------- | ------------------------------------- | -------------------- |
| 1  | Season 4                        | Don Scardino         | Tina Fey                              | 15 października 2009 |
| 2  | Into the Crevasse               | Beth McCarthy Miller | Robert Carlock                        | 22 października 2009 |
| 3  | Stone Mountain                  | Don Scardino         | John Riggi                            | 29 października 2009 |
| 4  | Audition Day                    | Beth McCarthy Miller | Matt Hubbard                          | 5 listopada 2009     |
| 5  | The Problem Solvers             | John Riggi           | Ron Weiner                            | 12 listopada 2009    |
| 6  | Sun Tea                         | Gail Mancuso         | Josh Siegal, Dylan Morgan             | 19 listopada 2009    |
| 7  | Dealbreakers Talk Show No. 0001 | Don Scardino         | Kay Cannon                            | 3 grudnia 2009       |
| 8  | Secret Santa                    | Beth McCarthy Miller | Tina Fey                              | 10 grudnia 2009      |
| 9  | Klaus and Greta                 | Gail Mancuso         | Robert Carlock                        | 14 stycznia 2010     |
| 10 | Black Light Attack!             | Don Scardino         | Steve Hely                            | 14 stycznia 2010     |
| 11 | Winter Madness                  | Beth McCarthy Miller | Steve Hely                            | 21 stycznia 2010     |
| 12 | Verna                           | Don Scardino         | Ron Weiner                            | 4 lutego 2010        |
| 13 | Anna Howard Shaw Day            | Ken Whittingham      | Matt Hubbard                          | 11 lutego 2010       |
| 14 | Future Husband                  | Don Scardino         | Tracey Wigfield, Jon Haller           | 11 marca 2010        |
| 15 | Don Geiss, America and Hope     | Stephen Lee Davis    | Jack Burditt, Tracey Wigfield         | 18 marca 2010        |
| 16 | Floyd                           | Millicent Shelton    | Paula Pell                            | 25 marca 2010        |
| 17 | Lee Marvin vs. Derek Jeter      | Don Scardino         | Kay Cannon, Tina Fey                  | 22 kwietnia 2010     |
| 18 | Khonani                         | Beth McCarthy Miller | Vali Chandrasekaran                   | 22 kwietnia 2010     |
| 19 | Argus                           | Jeff Richmond        | Josh Siegal, Dylan Morgan, Paula Pell | 29 kwietnia 2010     |
| 20 | The Moms                        | John Riggi           | Kay Cannon, Robert Carlock            | 6 maja 2010          |
| 21 | Emmanuel Goes to Dinosaur Land  | Beth McCarthy Miller | Matt Hubbard                          | 13 maja 2010         |
| 22 | I Do Do                         | Don Scardino         | Tina Fey                              | 20 maja 2010         |

## Sezon 5 (2011–2012)
| #  | Tytuł                                | Reżyseria            | Scenariusz                             | Premiera             |
| -- | ------------------------------------ | -------------------- | -------------------------------------- | -------------------- |
| 1  | The Fabian Strategy                  | Beth McCarthy-Miller | Tina Fey                               | 23 września 2010     |
| 2  | When It Rains, It Pours              | Don Scardino         | Robert Carlock                         | 30 września 2010     |
| 3  | Let’s Stay Together                  | John Riggi           | Jack Burditt                           | 7 października 2010  |
| 4  | Live Show                            | Beth McCarthy-Miller | Robert Carlock, Tina Fey               | 14 października 2010 |
| 5  | Reaganing                            | Todd Holland         | Matt Hubbard                           | 21 października 2010 |
| 6  | Gentleman’s Intermission             | Don Scardino         | John Riggi                             | 4 listopada 2010     |
| 7  | Brooklyn Without Limits              | Michael Engler       | Ron Weiner                             | 11 listopada 2010    |
| 8  | College                              | Don Scardino         | Josh Siegal, Dylan Morgan              | 18 listopada 2010    |
| 9  | Chain Reaction of Mental Anguish     | Ken Whittingham      | Kay Cannon                             | 2 grudnia 2010       |
| 10 | Christmas Attack Zone                | John Riggi           | Tracey Wigfield                        | 9 grudnia 2010       |
| 11 | Mrs. Donaghy                         | Tricia Brock         | Jack Burditt                           | 20 stycznia 2011     |
| 12 | Operation Righteous Cowboy Lightning | Beth McCarthy-Miller | Robert Carlock                         | 27 stycznia 2011     |
| 13 | !Qué Sorpresa!                       | John Riggi           | Matt Hubbard                           | 3 lutego 2011        |
| 14 | Double-Edged Sword                   | Don Scardino         | Kay Cannon, Tom Ceraulo                | 10 lutego 2011       |
| 15 | It’s Never Too Late for Now          | John Riggi           | Vali Chandrasekaran                    | 17 lutego 2011       |
| 16 | TGS Hates Women                      | Beth McCarthy-Miller | Ron Weiner                             | 24 lutego 2011       |
| 17 | Queen of Jordan                      | Ken Whittingham      | Tracey Wigfield                        | 17 marca 2011        |
| 18 | Plan B                               | Jeff Richmond        | Josh Siegal, Dylan Morgan              | 24 marca 2011        |
| 19 | I Heart Connecticut                  | Stephen Lee Davis    | Vali Chandrasekaran, Jon Haller        | 14 kwietnia 2011     |
| 20 | 100 część 1                          | Don Scardino         | Jack Burditt, Robert Carlock, Tina Fey | 21 kwietnia 2011     |
| 21 | 100 część 2                          | Don Scardino         | Jack Burditt Robert Carlock Tina Fey   | 21 kwietnia 2011     |
| 22 | Everything Sunny All the Time Always | John Riggi           | Kay Cannon, Matt Hubbard               | 28 kwietnia 2011     |
| 23 | Respawn                              | Don Scardino         | Hannibal Buress, Ron Weiner            | 5 maja 2011          |

## Sezon 6 (2012)
| #  | Tytuł                                                 | Reżyseria            | Scenariusz                          | Premiera         |
| -- | ----------------------------------------------------- | -------------------- | ----------------------------------- | ---------------- |
| 1  | Dance Like Nobody’s Watching                          | John Riggi           | Tina Fey, Tracey Wigfield           | 12 stycznia 2012 |
| 2  | Idiots Are People Two!                                | Beth McCarthy-Miller | Robert Carlock                      | 19 stycznia 2012 |
| 3  | Idiots Are People Three!                              | Beth McCarthy-Miller | Robert Carlock                      | 26 stycznia 2012 |
| 4  | The Ballad of Kenneth Parcell                         | Jeff Richmond        | Matt Hubbard                        | 26 stycznia 2012 |
| 5  | Today You Are a Man                                   | Jeff Richmond        | Ron Weiner                          | 2 lutego 2012    |
| 6  | Hey, Baby, What’s Wrong część 1                       | Michael Engler       | Kay Cannon                          | 9 lutego 2012    |
| 7  | Hey, Baby, What’s Wrong część 2                       | Michael Engler       | Kay Cannon                          | 9 lutego 2012    |
| 8  | The Tuxedo Begins                                     | John Riggi           | Dylan Morgan, Josh Siegal           | 16 lutego 2012   |
| 9  | Leap Day                                              | Steve Buscemi        | Luke Del Tredici                    | 23 lutego 2012   |
| 10 | Alexis Goodlooking and the Case of the Missing Whisky | Michael Slovis       | John Riggi                          | 1 marca 2012     |
| 11 | Standards and Practices                               | Beth McCarthy-Miller | Vali Chandrasekaran                 | 8 marca 2012     |
| 12 | St. Patrick’s Day                                     | John Riggi           | Colleen McGuinness                  | 15 marca 2012    |
| 13 | Grandmentor                                           | Beth McCarthy-Miller | Sam Means                           | 22 marca 2012    |
| 14 | Kidnapped by Danger                                   | Claire Cowperthwaite | Tina Fey                            | 22 marca 2012    |
| 15 | The Shower Principle                                  | Stephen Lee Davis    | Tom Ceraulo                         | 29 marca 2012    |
| 16 | Nothing Left to Lose                                  | John Riggi           | Lauren Gurganous, Nina Pedrad       | 5 kwietnia 2012  |
| 17 | Meet the Woggels!                                     | Linda Mendoza        | Ron Weiner                          | 12 kwietnia 2012 |
| 18 | Murphy Brown Lied to Us                               | John Riggi           | Robert Carlock, Vali Chandrasekaran | 19 kwietnia 2012 |
| 19 | Live from Studio 6H                                   | Beth McCarthy-Miller | Jack Burditt, Tina Fey              | 26 kwietnia 2012 |
| 20 | Queen of Jordan 2: Mystery of the Phantom Pooper      | Ken Whittingham      | Luke Del Tredici, Tracey Wigfield   | 3 maja 2012      |
| 21 | The Return of Avery Jessup                            | John Riggi           | Dylan Morgan, Josh Siegal           | 10 maja 2012     |
| 22 | What Will Happen to the Gang Next Year?               | Michael Engler       | Matt Hubbard                        | 17 maja 2012     |

## Sezon 7 (2012–2013)
| #  | Tytuł                           | Reżyseria            | Scenariusz                       | Premiera             |
| -- | ------------------------------- | -------------------- | -------------------------------- | -------------------- |
| 1  | The Beginning of the End        | Don Scardino         | Jack Burditt                     | 3 października 2012  |
| 2  | Governor Dunston                | Robert Carlock       | Robert Carlock                   | 11 października 2012 |
| 3  | Stride of Pride                 | Michael Engler       | Tina Fey                         | 18 października 2012 |
| 4  | Unwindulax część 1              | James E. Sheridan    | Matt Hubbard                     | 25 października 2012 |
| 5  | There’s No I in America część 2 | John Riggi           | Josh Siegal, Dylan Morgan        | 31 października 2012 |
| 6  | Aunt Phatso vs. Jack Donaghy    | Don Scardino         | Luke Del Tredici                 | 15 listopada 2012    |
| 7  | Mazel Tov, Dummies!             | Beth McCarthy-Miller | Tracey Wigfield                  | 29 listopada 2012    |
| 8  | My Whole Life Is Thunder        | Linda Mendoza        | Jack Burditt, Colleen McGuinness | 6 grudnia 2012       |
| 9  | Game Over                       | Ken Whittingham      | Robert Carlock, Sam Means        | 10 stycznia 2013     |
| 10 | Florida                         | Claire Cowperthwaite | Tom Ceraulo, Matt Hubbard        | 17 stycznia 2013     |
| 11 | A Goon’s Deed in a Weary World  | Jeff Richmond        | Lang Fisher, Nina Pedrad         | 24 stycznia 2013     |
| 12 | Hogcock!                        | Beth McCarthy-Miller | Jack Burditt, Robert Carlock     | 31 stycznia 2013     |
| 13 | Last Lunch                      | Beth McCarthy-Miller | Tina Fey, Tracey Wigfield        | 31 stycznia 2013     |